# Stazione di Santa Maria Città-San Pietro
La stazione di Santa Maria Città-San Pietro era una stazione ferroviaria posta sulla linea Alifana bassa. Serviva il centro abitato di Santa Maria Capua Vetere.

## Storia
La stazione venne attivata il 30 marzo 1913 insieme alla tratta ferroviaria da Napoli a Capua (Alifana bassa), vi transitavano sia i treni dell'Alifana alta (Santa Maria Capua Vetere - Piedimonte d'Alife) che della bassa (Napoli - Capua).
Durante la seconda guerra mondiale la linea subì ingenti danni in questa parte, e la tratta tra Sant'Andrea dei Lagni e Capua, compresa questa stazione, venne definitivamente dismessa al termine del conflitto.

## Strutture e impianti
Non sono presenti tracce della vecchia stazione, mentre il tracciato è ricalcato da alcune strade.